# 油榨街站
油榨街站是贵阳轨道交通2号线的地铁车站，位于中华人民共和国贵州省贵阳市南明区宝山南路与油榨街交叉口北侧，于2021年4月28日开通。

## 车站结构
油榨街站沿宝山南路呈南北向设置，为地下二层岛式站台车站，车站长219.2米，标准段宽19.9米，车站地下一层为站厅层，地下二层为站台层。车站北侧设有一条单渡线。
| 地面              | 出入口 | A、B出入口                                                                                                  |
| 地下一层          | 站厅   | 客服中心、自动售票机、验票机                                                                                |
| 地下二层          | 站台   | \| \| \| █ 2号线往白云北路（宝山南路） \| \| 島式 · 開左邊车门 \| \| \| \| \| \| █ 2号线往中兴路（贵钢） \| |
|                   |        | █ 2号线往白云北路（宝山南路）                                                                               |
| 島式 · 開左邊车门 |        | |
|                   |        | █ 2号线往中兴路（贵钢）                                                                                     |

## 车站出口
油榨街站共有2个出入口，各出口及周围设施如下所示：
| 编号                | 出入口信息                                                             | 照片 | 无障碍设施 |
| ------------------- | ---------------------------------------------------------------------- | ---- | ---------- |
| A · 出口            | 宝山南路，市南路，经典时代花园广场，幸福家园                           |      | 不適用     |
| B · 出口 · （设有） | 宝山南路，冶金路，贵阳市第十五中学，贵阳广播电视大学，贵阳南明实验小学 |      |            |
| 图例： 设有         |                                                                        |      |            |

## 接驳交通

### 公交车
- 轨道油榨街站：5路，12路，46路，48路，52路，76路，83路，83路大站快车，B262路

## 车站历史
本站工程名与正式名均为油榨街站，站名来自车站南侧的油榨街。
- 2016年9月12日，车站暗挖竖井正式开工[3]。
- 2021年4月28日，车站随2号线工程通车开通[1]。